# Universidad de Zamboanga
La Universidad de Zamboanga (UZ, en tagalo: Unibersidad ng Zamboanga) es una universidad privada de la ciudad de Zamboanga, en la península de Zamboanga en la isla de Mindanao al sur de Filipinas.

## Descripción
Fue fundada el 12 de octubre de 1948 por Arturo Eustaquio, fue conocida antes como Zamboanga A.E. Colleges hasta que su denominación fue cambiada a Universidad de Zamboanga en 2005, año en que se le concedió el estatus de universidad. La UZ posee el 25 % del total de la matrícula de la universidad en la región 9 de Mindanao Occidental. Cuenta con ocho campus repartidos en una superficie de más de una hectárea dentro y fuera de la ciudad. Estos campus incluyen el Campus Principal del barangay Tetuán, Campus Ciudad, Campus Cabatangan, Campus Pasonanca, Campus Veteranos, Campus de San José, Campus Canelar y Campus Ipil en Ipil. La institución tiene dos secundarias: Arturo Eustaquio Memorial Science Highschool (secundaria de ciencias Memorial Arturo Eustaquio) y la UZ Technical Highschool (secundaria técnica de la Universidad de Zamboanga).